# Arild Brinchmann
Arild Brinchmann, född 31 januari 1922 i Kristiania (nuvarande Oslo), död 9 oktober 1986 i Oslo, var en norsk film- och teaterregissör och teaterchef.

## Biografi
Brinchmann var son till författaren och läkaren Alex Brinchmann och bror till Helen Brinchmann. Han var gift första gången från 1961 med skådespelaren Urda Arneberg (äktenskapet upplöst) och från 1971 med skådespelaren Monna Tandberg.
På 1950-talet arbetade han med film, och regisserade de båda spelfilmerna Ut av mørket (1958), efter faderns manus med tema från psykiatrin, och Høysommer (1958) efter en novell av Cora Sandel. Han byggde upp teateravdelningen i norsk tv och var chef för Fjernsynsteatret 1959–1967 och för Nationaltheatret 1967–1978.
För TV regisserade han betydande föreställningar som Den fjerde nattevakt, Fadren och Vildanden, samt dramatiseringar av Olav Duuns Medmänniskor och Torborg Nedreaas Av måneskinn gror det ingenting. På Nationaltheatret regisserade han bland annat Vem är rädd för Virginia Woolf?, Mordet på Marat, Frun från havet och Natten är dagens mor, samt bearbetade Bygmester Solness och Hedda Gabler. På Det Norske Teatret satte han upp Vildanden, Tadeusz Różewicz Vitt äktenskap och Kung Lear. Hans uppsättningar präglades av en stram spänning, djup insyn i stoffet, inträngande karakteristik av människor och miljö samt ett säkert utnyttjande av visuella effekter.